# Adam (2009)
Adam is een tragikomische film uit 2009, geregisseerd door Max Mayer. De hoofdrollen worden gespeeld door Hugh Dancy (Adam) en Rose Byrne (Beth). Mayer kwam op het idee toen op de radio een autistische man werd geïnterviewd. De film werd in december 2005 opgenomen in New York en in juli 2009 vertoond op het Sundance Film Festival, waar het de Alfred P. Sloan-prijs — een prijs voor films waarin wetenschap of technologie een rol spelen — won. De film werd diezelfde maand nog uitgebracht in de Amerikaanse filmzalen. De film Mozart and the Whale uit 2006 heeft een gelijklopend thema.

## Verhaal
Adam Raki is een jongeman met het syndroom van Asperger die na het recente overlijden van zijn vader alleen woont in een appartement in Manhattan. Hij houdt van astronomie en werkt als elektrisch ingenieur bij een speelgoedfabrikant. Zijn fixatie op details, repetitief gedrag en onkunde in het lezen en tonen van emotie maken hem echter eenzaam.
Dat verandert enigszinds als de jonge lerares en aspirant-kinderboekenschrijver Beth Buchwald het appartement boven het zijne betrekt. Ze ontmoeten elkaar aan de wasruimte en raken ondanks Adams vreemde gedrag min of meer bevriend. Daar komt bijna een eind aan als hij haar na een wandeling vraagt of ze net als hij seksueel opgewonden was geraakt bij het zien van wasberen in Central Park. Als ze aan de deur staat vertelt Adam haar zijn gedrag door zijn conditie. Met behulp van Beth beginnen ze vervolgens een relatie en stelt ze hem voor aan haar ouders als ze die bij toeval tegen het lijf lopen. Als Adam vervolgens zijn baan verliest vertelt hij Beth dat het zijn sollicitaties altijd mislopen bij het sollicitatiegesprek. Zij helpt hem daarop voorbereiden op zo'n gesprek.
Beths vader werd intussen aangeklaagd voor fraude en als Adam hem daarover ongegeneerd uitvraagt wordt het water tussen hem en Beth even troebel. Als de man later blijkt te zijn en veroordeeld tot twee jaar effectief is Beth daar kapot van. Dan ontdekt Adam dat de "toevallige" ontmoeting met Beths ouders in werkelijkheid gepland was. Als Beth thuiskomt noemt hij haar een leugenaar en haar vader een misdadiger, waarna Beth kwaad vertrekt.
Adam krijgt niet de baan waarvoor hij solliciteerde, maar wordt wel een functie aangeboden bij het Mount Wilson-observatorium in Californië, aan de andere kant van het land. Per metro en te voet trekt hij naar het huis van Beths ouders om het weer goed te maken en haar mee te vragen. Haar vader probeert haar ervan te overtuigen dat Adam niet geschikt is voor haar en er ontstaat ruzie met hem. Beth keert met Adam huiswaarts en ze besluit mee naar Californië te gaan.
Daar overhoort Adam Beth over de telefoon als ze haar moeder vertelt dat hij nooit zaken als "Ik hou van jou" zegt. Hij zegt dit vervolgens, waarop ze hem vraagt waarom hij graag wil dat ze mee naar Californië gaat. Hij antwoordt dat hij haar nodig heeft om de wereld te begrijpen, waarop zij besluit toch niet mee te gaan.
Adam besluit toch alleen te vertrekken. Een jaar later werkt hij bij het observatorium en doet zijn best socialer te zijn. Op een dag ontvangt hij een pakket van Beth. Ze heeft hem haar pas gepubliceerde eerste kinderboek opgestuurd, dat geïnspireerd is op hem en hun relatie.

## Rolverdeling
| Acteur          | Personage        | Opmerkingen                                                      |
| --------------- | ---------------- | ---------------------------------------------------------------- |
| Hugh Dancy      | Adam Raki        | Protagonist: een jongeman met het syndroom van Asperger.         |
| Rose Byrne      | Beth Buchwald    | Jonge lerares die intrekt in het appartement boven dat van Adam. |
| Peter Gallagher | Marty Buchwald   | Beths vader                                                      |
| Amy Irving      | Rebecca Buchwald | Beths moeder                                                     |
| Frankie Faison  | Harlan Keyes     | Oude vriend van Adams vader die Adam helpt.                      |
| Mark Linn-Baker | Sam Klieber      |                                                                  |
| Karina Arroyave | Anna Maria       |                                                                  |
| Maddie Corman   | Robin            |                                                                  |
| Adam LeFevre    | Mr. Wardlow      |                                                                  |